# Hogna thetis
Hogna thetis là một loài nhện trong họ Lycosidae.
Loài này thuộc chi Hogna. Hogna thetis được Eugène Simon miêu tả năm 1910.